# Châssis (typographie)

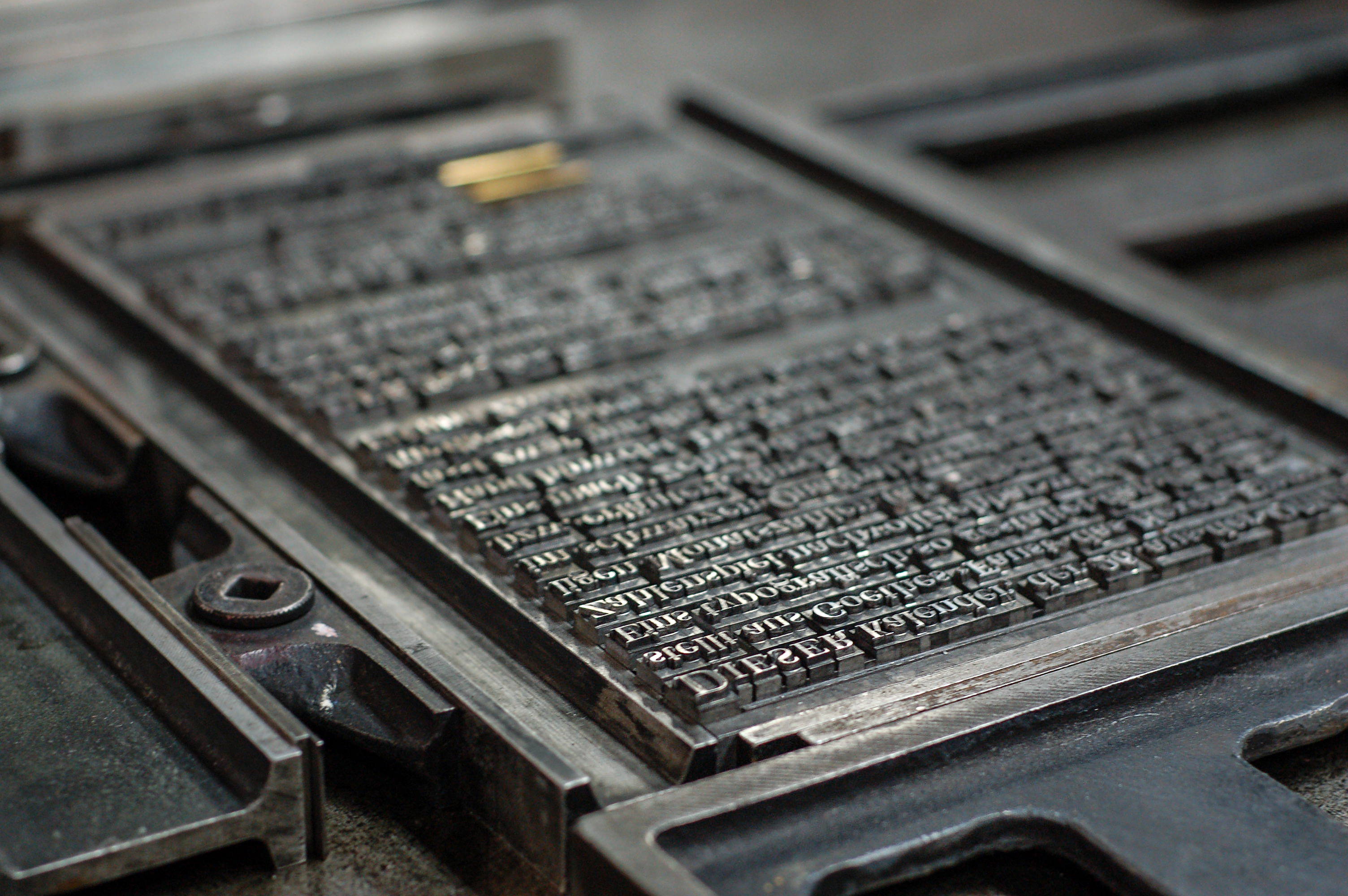
Forme dans un châssis

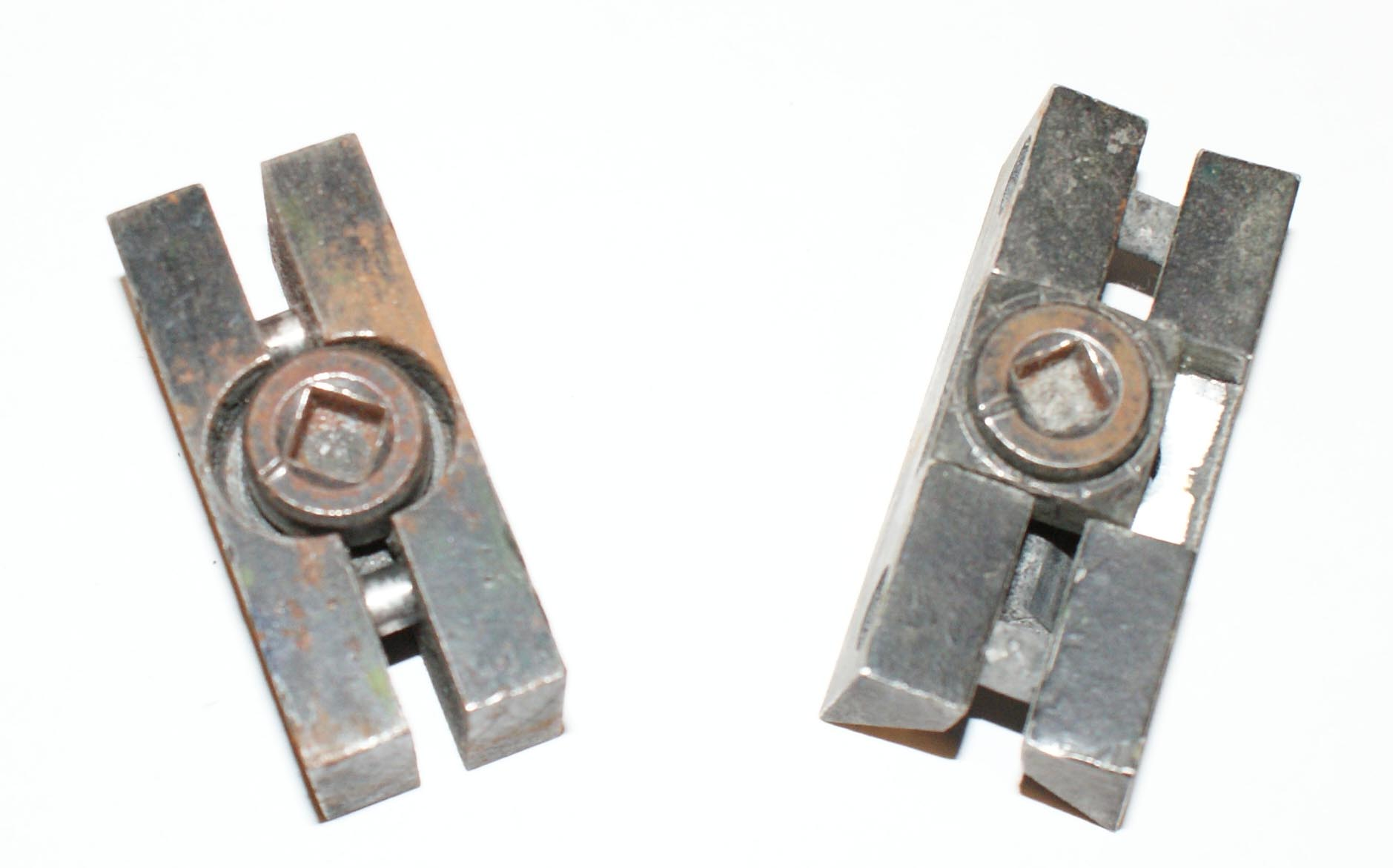
Coins de serrage de châssis

En typographie, le châssis est un cadre métallique destiné à maintenir l’ensemble des caractères en plomb et des clichés formant une ou plusieurs pages, autrement dit la forme imprimante, pour le passage sous la presse. La forme est bloquée par des coins métalliques (à l’origine en bois) expansibles au moyen d’une clé.
Le format du châssis est fonction du format maximum autorisé par la presse. Il existe des châssis pour une, deux ou quatre pages.

## Galerie
Châssis fabriqués par Miller & Richard, important fabricant de matériel typographique et fonderie (Print Museum, Edinburgh)

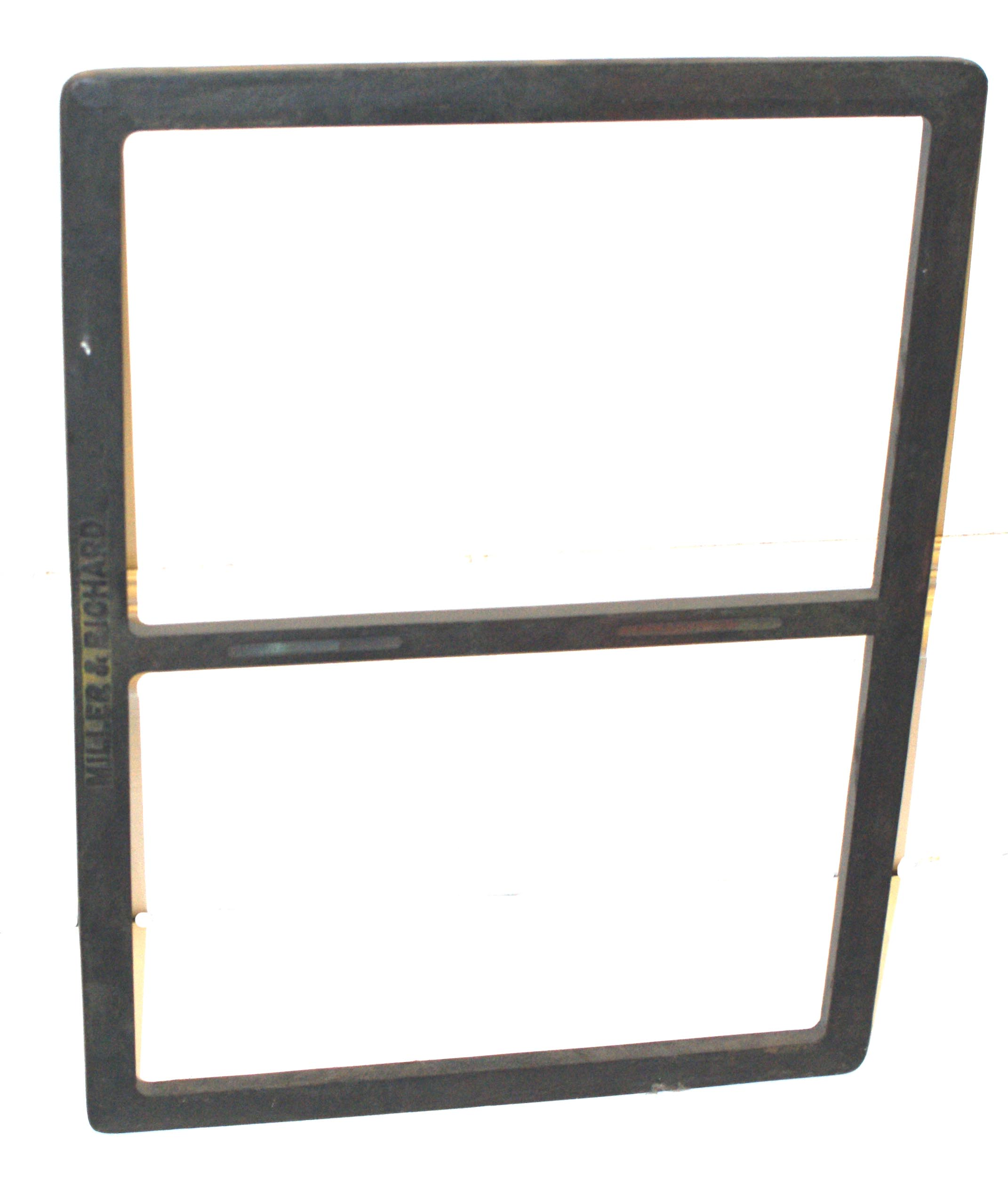
Châssis pour deux formes
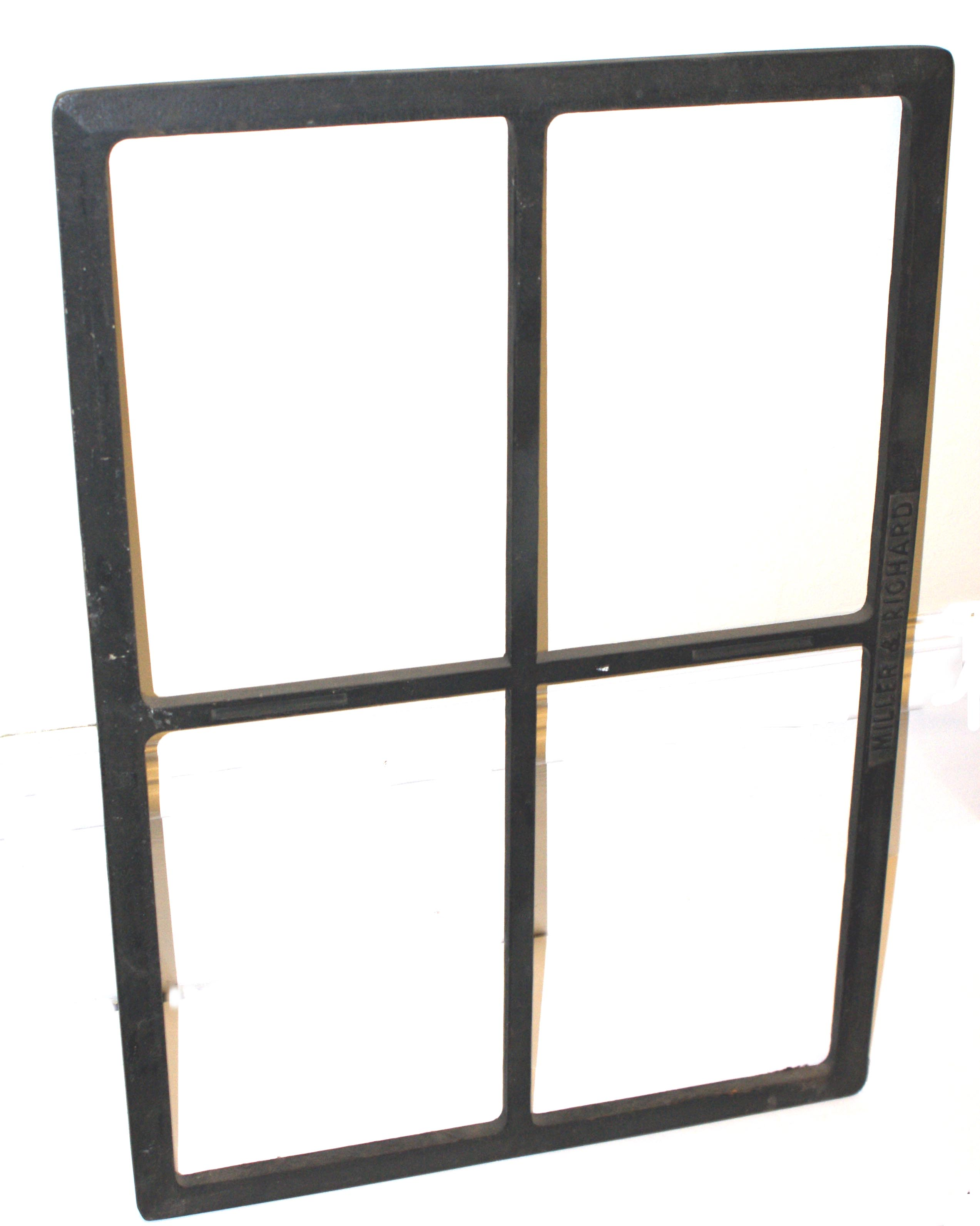
Châssis pour quatre formes
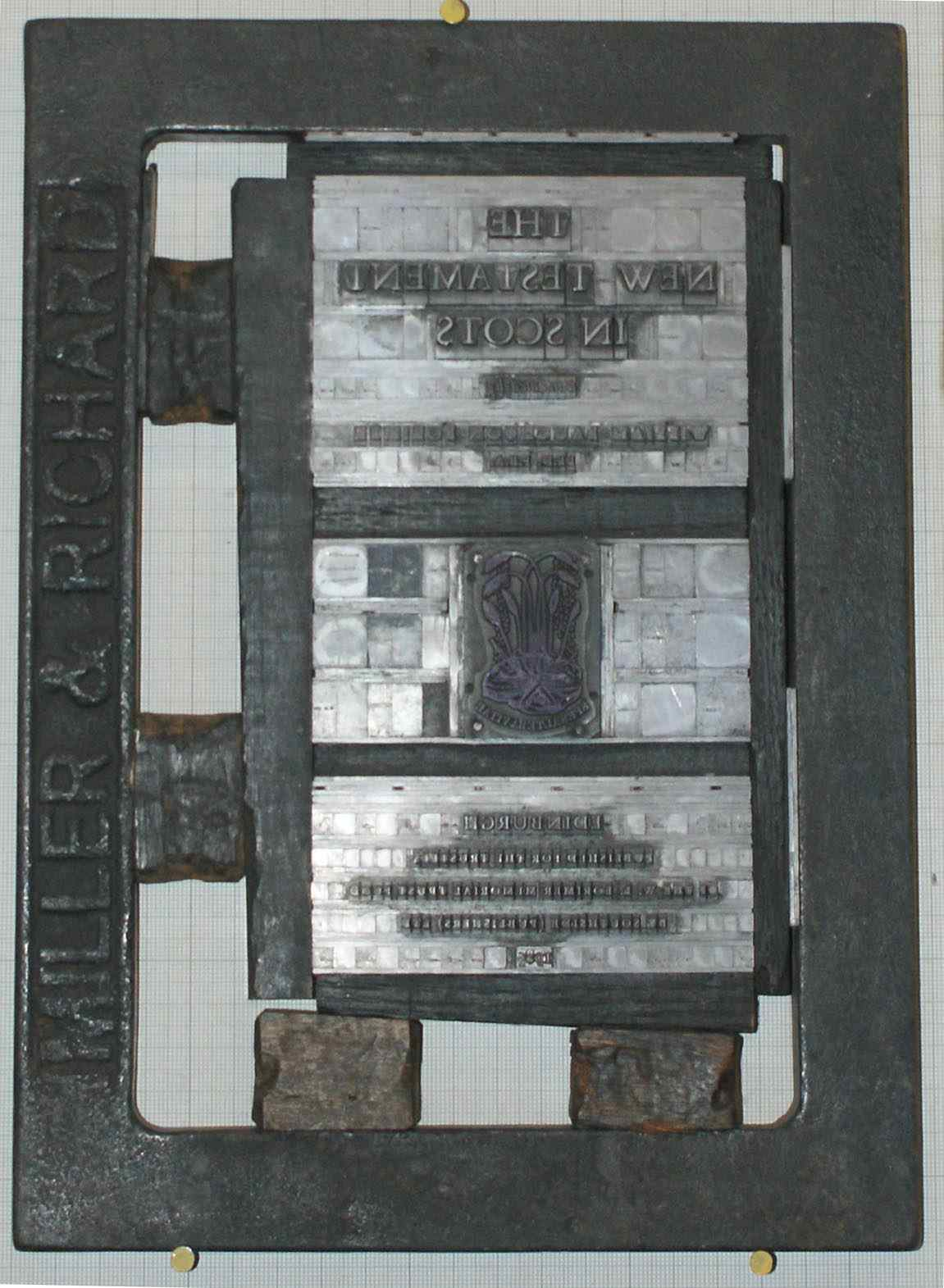
Le Nouveau Testament, page dans son châssis
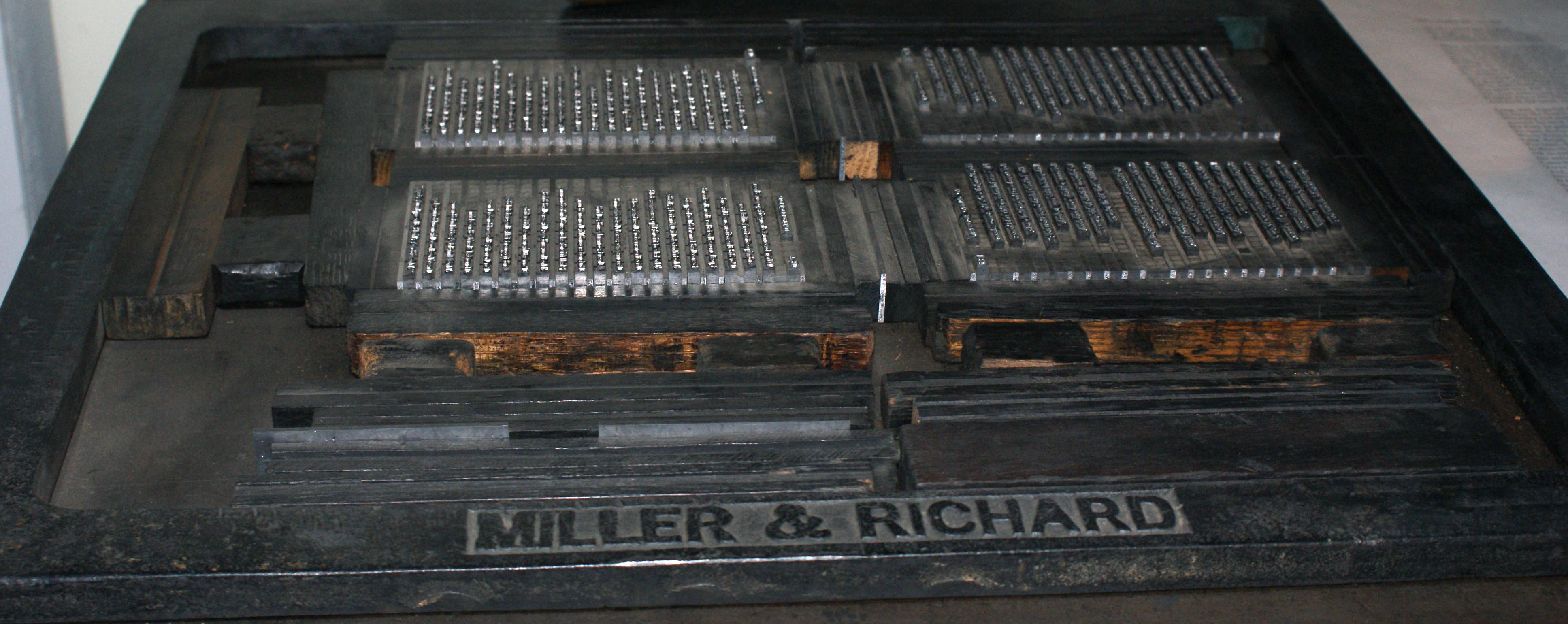
Compositions de quatre pages dans un châssis